# Karikatti, Khanapur
Karikatti là một làng thuộc tehsil Khanapur, huyện Belgaum, bang Karnataka, Ấn Độ.